# 448 (numero)
Quattrocentoquarantotto (448) è il numero naturale dopo il 447 e prima del 449.

## Proprietà matematiche
- È un numero pari.
- È un numero composto da 14 divisori: 1, 2, 4, 7, 8, 14, 16, 28, 32, 56, 64, 112, 224, 448. Poiché la somma dei suoi divisori (escluso il numero stesso) è 568 > 448, è un numero abbondante.
- È un numero di Harshad nel sistema numerico decimale.
- È un numero rifattorizzabile.
- È un numero intoccabile.
- È un numero palindromo nel sistema di numerazione posizionale a base 3 (121121), a base 27 (GG) e in quello a base 31 (EE). In queste due ultime basi è altresì un numero a cifra ripetuta.
- È un numero pratico.
- È parte delle terne pitagoriche (60, 448, 452), (264, 448, 520), (336, 448, 560), (414, 448, 610), (448, 720, 848), (448, 840, 952), (448, 975, 1073), (448, 1536, 1600), (448, 1764, 1820), (448, 3120, 3152), (448, 3570, 3598), (448, 6264, 6280), (448, 7161, 7175), (448, 12540, 12548), (448, 25086, 25090), (448, 50175, 50177).
- È un numero congruente.
- È un numero odioso.

## Astronomia
- 448P/PANSTARRS è una cometa periodica del sistema solare.
- 448 Natalie è un asteroide della fascia principale del sistema solare.
- NGC 448 è una galassia lenticolare della costellazione della Balena.

## Astronautica
- Cosmos 448 è un satellite artificiale russo.